# Fermé (topologie)
Pour les articles homonymes, voir Fermé.
En mathématiques, dans un espace topologique E, un fermé est un sous-ensemble de E dont le complémentaire est un ouvert.

## Propriétés
- Toute réunion d'une famille finie de fermés est un fermé (y compris l'ensemble vide ∅, qui est — par définition — la réunion de la famille vide).
- Toute intersection d'une famille (finie ou infinie) de fermés est un fermé (y compris l'espace E tout entier, qui est — par convention dans ce contexte[1] — l'intersection de la famille vide).
- Pour toute partie A de E, l'intersection de tous les fermés contenant A est donc un fermé, appelé l'adhérence de A. C'est le plus petit fermé contenant A. Il est donc réduit à A si et seulement si A est fermé.
- Un espace T1 est un espace dont tous les singletons sont fermés. Tout espace séparé est T1.
- L'espace E est dit connexe si E et ∅ sont ses seules parties à la fois ouvertes et fermées.
- Il peut exister aussi des ensembles qui ne sont ni ouverts, ni fermés, comme l'intervalle [0, 1[ dans ℝ.
- La propriété d'être fermé dépend en général de l'espace ambiant considéré : dans ]–1, 1[ muni de la topologie induite par celle de ℝ, ce même intervalle [0, 1[ est fermé, c'est-à-dire qu'il est la trace sur ]–1, 1[ d'un fermé de ℝ (par exemple [0, 1[ = ]–1, 1[ ∩ [0, + ∞[).
- Un ensemble F est fermé si et seulement si toute limite (dans E) d'une suite généralisée à valeurs dans F appartient à F. L'espace E est dit séquentiel si cette caractérisation de ses fermés reste vraie en remplaçant « suite généralisée » par « suite ». Tout espace métrique est séquentiel.
- F est un fermé si et seulement s'il contient son ensemble dérivé, c'est-à-dire si tout « point limite » (ou « point d'accumulation ») de F est un élément de F.
- La frontière d'un fermé est incluse dans celui-ci.
- Une application f : E → F entre deux espaces topologiques est continue si et seulement si l'image réciproque par f de tout fermé de F est un fermé de E.

## Partie localement fermée
Une partie A de E est dite localement fermée (dans E) si elle possède l'une des propriétés équivalentes suivantes :
1. tout point de {\displaystyle A} possède dans {\displaystyle E} un voisinage {\displaystyle V} tel que {\displaystyle A\cap V} soit un fermé de {\displaystyle V} (c'est-à-dire tel que {\displaystyle A\cap V=F\cap V} pour au moins un fermé {\displaystyle F} de {\displaystyle E}) ;
2. {\displaystyle A} est ouvert dans son adhérence {\displaystyle {\overline {A}}} (c'est-à-dire : {\displaystyle A=V\cap {\overline {A}}} pour au moins un ouvert {\displaystyle V} de {\displaystyle E}) ;
3. {\displaystyle A} est l'intersection d'un ouvert et d'un fermé de {\displaystyle E}